# Eddy Villaraga
Eddy Uriel Villaraga (Bogotá, 9 september 1969) is een voormalig profvoetballer uit Colombia, die speelde als doelman gedurende zijn carrière.

## Clubcarrière
Villaraga speelde vijftien jaar profvoetbal in zijn vaderland Colombia en kwam achtereenvolgens uit voor Millonarios, Independiente Medellín, Millonarios, Deportes Tolima en Atlético Huila.

## Interlandcarrière
Villaraga kwam tweemaal uit voor het Colombiaans voetbalelftal. Onder leiding van interim-bondscoach Humberto Ortíz maakte hij zijn debuut op 31 juli 1992 in het vriendschappelijke duel in en tegen de Verenigde Staten (1-0), net als Adolfo Valencia (Independiente Santa Fe), Luis Antonio Moreno (America de Cali) en Robert Villamizar (Atlético Bucaramanga). Ook in het daaropvolgende duel, op 2 augustus tegen Mexico (0-0), stond hij in de basisopstelling.

## Erelijst
Deportes Tolima
- Copa Mustang

2003-II